# Tempelj Airavatesvara
Tempelj Airavatesvara je hindujski tempelj dravidske arhitekture v Kumbakonamu v okrožju Thandžavur v južni indijski državi Tamil Nadu. Ta tempelj, ki ga je zgradil cesar Čola Radžaradža II. v 12. stoletju n. št., je na Unescovem seznamu svetovne dediščine, skupaj s templjem Brihadisvara v Thanjavurju, templjem Gangaikondačolisvaram v Gangaikonda Čolapuramu, pod imenom Veliki templji Čola.
Tempelj Airavatesvarar je eden izmed skupine osemnajstih srednjeveških velikih hindujskih templjev na območju Kumbakonam v okrožju Thandžavur. Tempelj je posvečen Šivi. Prav tako spoštljivo prikazuje tradicijo hinduizma vaišnavizma in šaktizma, skupaj z legendami, povezanimi z Najanmardži – svetniki gibanja Bhakti v šaivizmu.
Kamniti tempelj vključuje strukturo voza in vključuje glavna vedska in puranska božanstva, kot so Indra, Agni, Varuna, Vaju, Brahma, Surja, Višnu, Saptamatrikas, Durga, Sarasvati, Sri devi (Lakšmi), Ganga, Jamuna, Subrahmanja, Ganeša, Kama, Rati in drugi. Šivina žena ima posvečeno svetišče, imenovano tempelj Perija Najaki Aman. To je samostojni tempelj, ki stoji severno od templja Airavatešvarar. To je lahko bil del glavnega templja, ko so bila zunanja dvorišča dokončana. Trenutno so deli templja, kot je gopura, v ruševinah, glavni tempelj in z njim povezana svetišča pa stojijo sama. Ima dve sončni številčnici, in sicer jutranjo in večerno sončno številčnico, ki ju lahko vidimo kot kolesa kočije. Tempelj vsako leto v času Maghe še naprej privablja velika srečanja hindujskih romarjev, medtem ko so nekatere podobe, kot so slike Durge in Šive, del posebnih pudž.

## Lokacija
Tempelj Airavatesvara stoji v mestu Kumbakonam, 310 kilometrov jugozahodno od Čenaja in 90 kilometrov od Čidambarama. Približno 40 kilometrov je severovzhodno do templja Brihadisvara v Thandžavurju in približno 30 kilometrov jugozahodno od templja Gangaikonda Čolapuram.
Najbližje letališče z rednimi linijami je mednarodno letališče Tiručirapali (IATA: TRZ), približno 90 kilometrov stran. Tempelj je na cesti 22, ki povezuje Tiručirapali, in cesti 36, ki ga povezuje s Thandžavurjem. Bližnji mesti Tiruirapali in Čidambaram sta dnevno povezani z drugimi večjimi mesti z omrežjem indijskih železnic in avtobusnih storitev Tamil Nadu.
Čeprav je tempelj v notranjosti, je blizu reke Kolidam, znotraj delte Kaveri z dostopom do Bengalskega zaliva in preko njega do Indijskega oceana.

## Nomenklatura
Tempelj Airavatesvara Šiva ima rezervoar za vodo. Ta rezervoar ima povezan kanal, ki prinaša vodo reke Kaveri, kjer se hindujci vsako leto zberejo, da se potopijo. Lokalna mitologija pripoveduje, kako je Airavata ali Indrov (mala) beli slon dobil čisto, belo kožo, potem ko se je potopil v ta rezervoar. Ta legenda je vklesana v kamen v notranjem svetišču in ta Indrov slon daje templju ime.

## Opis
Čoli so zgradili na stotine hindujskih templjev po svojem imperiju. Od teh štirih so bili ogromni kompleksi z vsemi kamnitimi vimanami. Tempelj Airavatesvara je eden od teh štirih. Ostali trije so templji, ki bi jih našli v Thandžavurju, ki jih je zgradil Radžaradža I., v Gangaikonda Cholapuramu, ki ga je zgradil Radžendra I., in v Tribuvanamu, ki ga je zgradil kasnejši kralj Čola Kulotunga II.
Tempelj Airavatesvara je še ena zgradba s kvadratnim tlorisom, dokončana leta 1166. Ohranjeno notranje dvorišče je skoraj šest zloženih kvadratov s stranico 35 metrov, ki skupaj merijo približno 107 metrov krat 70 metrov. Nandi mandapa in stambha sta zunaj tega dvorišča glavnega templja in sta poravnana z osjo vzhod-zahod glavnega templja.
Klasificirajo ga kot Karakoil, tempelj, oblikovan po tempeljskih vozovih, ki se med festivali vozijo v procesiji okoli templja. Svetišče templja je 12-metrski kvadrat, ima debele stene, na katerih se nadgradnja vimane dviga do višine 24 m. Obhodna pot ni zagotovljena takoj okoli svetišča, kot je to v velikem templju Thandžuvur in templju Gangaikonda Čolapuram. Namesto tega je ta pot zunaj na dvorišču. Svetišče Garbhagriha je povezano z mukha-mandapo preko ardha-mandape, ki je podprta na stebrih in obdana z dvema masivnima dvarapalama. Maha-mandapa je pravokotnik približno 24 metrov krat 18 metrov, s šestimi vrstami stebrov (skupaj oseminštirideset). Imajo reliefe in zapletene rezbarije. Proti vzhodu maha-mandape je agra-mandapa, imenovana tudi Radžagambhiran-tiru-mandapam po kralju. Ta dvorana je oblikovana kot voz, opremljen s kamnitimi konji in kolesi. Zasnova je podobna Nritta-sabhi (skupnostna plesna dvorana) v templju Čidambaram in sončnemu templju Konark blizu Purija, Odiša.

### Pevski stopnice
Agra mandapa ima pritrjeno kvadratno verando s stranico 7 metrov. Ima bogato izrezljane stopnice, ki gredo od vzhoda proti zahodu. Na njegovem vzhodu, zunaj glavnega podija, je bali-pitham. Nenavaden je, ker je izdelan kot zapleteno izrezljane stopnice z ograjo. Ko hodimo ali stopimo nanje, proizvajajo glasbo. Zato se imenujejo pevske stopnice.

### Kiparstvo
Ta tempelj je skladišče umetnosti in arhitekture in ima nekaj izjemnih kamnitih rezbarij. Čeprav je veliko manjši od templja Brihadisvara ali templja Gangaikonda Čolapuram, je v podrobnostih bolj prefinjen.  Višina in proporci vseh enot so elegantni s skulpturami, ki prevladujejo nad arhitekturo. Podstavek Balipita meji na majhno svetišče, ki vsebuje podobo Ganeša.
Reliefi vzdolž vznožja glavnega templja pripovedujejo zgodbe o triinšestdesetih svetnikih Šaiva Bhakti, imenovanih Najanare. Te zgodbe najdemo v Perija Purani Sekilarja.
Na zunanjih stenah glavnega svetišča so kiparske niše, pet na vsaki strani, pri čemer je srednja večja od drugih. Prikazujejo različna hindujska božanstva, sredina vsake strani prikazuje Šivo v različnih vidikih.

### Druga svetišča
V jugozahodnem kotu dvorišča je mandapam s 4 svetišči. Eden od teh ima podobo Jame. Poleg tega svetišča so velike kamnite plošče, izklesane s podobami sapthamath (sedem nebeških nimf). Gradnja ločenega templja za Devi, nekoliko kasneje kot glavni tempelj, nakazuje nastanek svetišča v Amanu kot bistvenega sestavnega dela kompleksa templjev v Južni Indiji.

### Napisi
V templju so različni napisi. Ena od teh beleži prenovo svetišč, ki jo je izvedel Kulotunga Čola III. Severna stena verande je sestavljena iz 108 delov napisov, od katerih vsak vsebuje ime in opis ter podobo 63 Saivačarja (Saivite svetnikov), ki navaja glavne dogodke v njihovem življenju. To odraža globoke korenine šaivizma v tej regiji. Druge pomembne skulpture v templju so 108 Devara Othuvars, ki so peli v templju v času Radžaradža II. Obstajajo skulpture rečnih boginj, kot so Kaveri, Ganga, Jamuna, Godavari in Narmada. Drug napis v bližini gopure beleži, da je cesar Radžadhiradža Čola I. po porazu nad zahodnim čalukijskim kraljem Somešvaro I., njegovima sinovoma Vikramaditjo VI. in Somešvaro II., po ujetju čalukjanske prestolnice, prinesel podobo iz Kaljanija, takrat znanega kot Kaljanapura.
Napisi so pomembni tudi pri prepoznavanju skulptur, ki so bile nekoč del različnih porušenih spomenikov. Na primer, vzhodna gopura ima niše z napisi, ki označujejo skulpturo v njej. Večina teh skulptur je zdaj polomljenih ali manjkajočih. Napisi kažejo, da je imela naslednje skulpture:
- Severna stena: Adi Čandesvara, Gangadevi, Tumburu Nardar, Vaisravana, Čandra, Maha Sata, Nagaradža, Vaju
- Zahod: Devi, Rudrani, Vaišnavi, Brahmi, Varunani, Nandidevar, Perijadevar, Santjatita Sakti, Santa devi, Vidja Sakti, Pratišta Sakti, Nivarti Sakti
- Južna stran: Dakša Pradžapati, Jamuna devi, Rati, Kamadeva
- Vzhod: Agni deva, Agastja, Sri devi, Durga devi, Devendran, Padma Nidhi, Surja, Subrahmanja, Kšetrapala, Sarasvati, Visvakarma, Isana

## Zgodovina
Tempelj je zgradil kralj Radžaradža Čola II. Vladal je imperiju Čola med letoma 1146 in 1172 n. Ustanovljena prestolnica njegovih predhodnikov je bila Gangapuri, ki se v nekaterih napisih omenja tudi kot Gangaikonda Čolapuram, poimenovana po tem, ko je kralj prinesel vodo iz svete reke Ganges in premagal vse druge kralje, ki so mu nasprotovali. Radžaradža II. pa je večino svojega časa preživel v sekundarni prestolnici Ajiratali, imenovani tudi Padžaijarai in Radžaradžapuri. Ta urbani kompleks je vključeval Darasuram, mesto templja Airavatesvara v Kumbakonamu. Bil je pokrovitelj tamilske literature in je sponzoriral nove hindujske templje v imperiju, namesto izboljšav in širitev, ki sta jih podpirala njegov oče in ded. Tempelj v Ajiratali, ki je na napisih postal znan kot tempelj Airavatesvarar, je ena od njegovih zapuščin.
Tempelj Airavatesvara je bil veliko večji, kot je zdaj. Imel je sapta vedhis (sedem ulic) in sedem dvorišč, podobno kot tempelj Srirangam, glede na napise. Vseh ni več, razen enega dvorišča z glavnim templjem, ki je preživelo. Obstajajo ruševine gopur in nekatere strukture na določeni razdalji od trenutnih prostorov za obiskovalce, kar potrjuje, da je bilo mesto v nekem trenutku močno poškodovano, tako kot drugi večji templji iz obdobja Čola in različna mesta vključno s prestolnico Gangaikonda Čolapuram.
Razlogi za to uničenje niso jasni. Po Vasanthiju so Pandije, ki so premagali Čole v poznejšem delu 13. stoletja, »morda razbesneli mesto [Gangaikonda Čolapuram] do tal«, da bi se maščevali za svoje prejšnje poraze. Vendar pa ni jasno, zakaj so bili drugi templji uničeni in je bilo temu templju prizaneseno, kakor tudi zakaj obstaja približno 20 napisov iz kasnejšega imperija Čola, Pandja in Vidžajanagar, ki kažejo na različna darila in donacije temu templju. Alternativna teorija povezuje uničenje z napadi, ropanjem in vojnami, zlasti z invazijo vojske Delhijskega sultanata pod vodstvom muslimanskega poveljnika Malika Kafurja na glavno mesto in ozemlja, ki so bila prej del imperija Čola skupaj z Madurajem leta 1311, ki sta mu sledila Khusrau Kan leta 1314 in Muhammad bin Tughlaq leta 1327. Obdobje, ki je sledilo, je videlo vojne med hindujskimi kralji in muslimanskimi sultani, ki so se odcepili od Delhijskega sultanata in oblikovali novo politiko, kot je bližnji Madurajski sultanat (1335–1378). Thandžavur je bil tarča muslimanskih in hindujskih sosednjih kraljestev, tako blizu kot daleč. Madurajski sultanat je bil ustanovljen v 14. stoletju po katastrofalnih vdorih in plenjenju južne Indije s strani vojske Delhijskega sultanata Ala ud-Din Khaldži, ki jo je vodil Malik Kafur. (George Michell (2008), Architecture and art of Southern India, Cambridge University Press, strani 9–13, 16–21) Kasneje so ga napadli sultanat Adil Šahi, Qutb Šahidži, Randaula Kan in drugi z vzhodne in zahodne obale Južne Indije, nekateri so ga zavzeli za nekaj let. Imperij Vidžajanagara je leta 1378 premagal sultanat Madurai in ta tempelj skupaj z drugimi templji iz obdobja Čola je nato spet prišel pod hindujske kralje, ki so mnoge od njih popravili in obnovili.

## Svetovna dediščina
Tempelj Airavatesvara je bil leta 2004 dodan na Unescov seznam svetovne dediščine kot Great Living Chola Temples. Templji so Tempelj Brihadisvara v Thandžavurju, tempelj Gangaikondacholisvaram v Gangaikonda Čolapuram in tempelj Airavatesvara v Kumbakonamu. Vse te templje so zgradili Čoli med 10. in 12. stoletjem n. št. in imajo veliko podobnosti.

## V popularni kulturi
Ameriški astronom Carl Sagan je obiskal tempelj Airavatesvara za svojo televizijsko dokumentarno serijo iz leta 1980, Cosmos: A Personal Voyage. V deseti epizodi z naslovom The Edge of Forever Sagan govori o hindujski veri in Vedah ter pripoveduje legendo o bogu Šivi, ki velja za kozmično božanstvo, medtem ko prikazuje starodavno indijsko umetnost.

## Palača Devasthanam
Thandžavurska palača Devasthanam obsega 88 templjev, ta tempelj je eden od njih. Vzdržuje in upravlja jih Oddelek za hindujske verske in dobrodelne ustanove vlade Tamil Naduja.

## Galerija
- Nandi v templju
- Šiva ob strani Brahma (levo) in Višnu
- Mandapa ponoči
- Notrajost
- Stebri z dravidskimi reliefi in rezbarijami
- Na stenah izrezljane skulpture
- Detajl kamnitega voza madapam
- Sprednja Gopura v ruševinah
- Tempelj Airavatesvarar
- Panoramski pogled na tempelj Airavatesvara